# Our Kind of Love
«Our Kind of Love» — третий сингл американской кантри-группы Lady Antebellum с её второго студийного альбома Need You Now. Песня заняла 1 место в кантри-чарте Billboard Hot Country Songs.

## Информация о песне
Текст песни повествует об отношениях в паре, где возлюбленные стараются сохранить ощущение новизны чувств, воспринимать жизнь с юмором, без лишней серьёзности.
Критические отзывы о песне носят различный характер. Roughstock отметил сходства «Our Kind of Love» с хитами из дебютного альбома группы и охарактеризовал вокальное исполнение Чарльза Келли и Хиллари Скотт как «настоящий полноценный дуэт».
Музыкальный журнал Slant Magazine опубликовал негативный отзыв и заявил что песня «звучит как демозапись».

## Позиции в чартах
Песня дебютировала на 80 месте в чарте Billboard Hot 100 и добраллась до 51 позиции. Сингл был продан в количестве более 134000 копий.
| Чарт (2010)                         | Лучший результат |
| ----------------------------------- | ---------------- |
| Канада (Billboard Canadian Hot 100) | 61               |
| США (Billboard Hot 100)             | 51               |
| США (Billboard Hot Country Songs)   | 1                |